# Grand Prix automobile d'Émilie-Romagne 2021
GP précédent GP suivant
Le Grand Prix automobile d'Émilie-Romagne 2021 (Formula 1 Pirelli Gran Premio Del Made In Italy E Dell'emilia Romagna 2021) disputé le 18 avril 2021 sur l'Autodromo Enzo e Dino Ferrari d'Imola est la 1037e épreuve du championnat du monde de Formule 1 courue depuis 1950. Il s'agit de la seconde édition du Grand Prix d'Émilie-Romagne comptant pour le championnat du monde de Formule 1, et de la deuxième manche du championnat 2021.
Dans le contexte de la pandémie de Covid-19 le circuit d'Imola a accueilli en novembre 2020 un premier Grand Prix d'Émilie-Romagne. Le nom du Grand Prix vient de la région (commanditaire principal de l'épreuve) où est situé le circuit d'Imola qui n'avait plus été utilisé dans le championnat depuis 2006 où il était depuis 1981 l’hôte du Grand Prix de Saint-Marin.
Lewis Hamilton s'étonne lui-même d'avoir réalisé, sur la piste Enzo e Dino Ferrari, la 99e pole position de sa carrière, qu'il obtient sur un trentième circuit différent depuis 2007. Il devance, avec des écarts minimes, les deux pilotes Red Bull, Sergio Pérez l'accompagnant sur la première ligne ; le pilote mexicain n'avait jamais encore obtenu une position si avantageuse sur la grille de départ. Il prend le meilleur sur son coéquipier  Max Verstappen qui s'élance devant Charles Leclerc, le pilote Ferrari se hissant en deuxième ligne avec le quatrième temps comme trois semaines plus tôt à  Bahreïn ; son coéquipier Carlos Sainz Jr., éliminé en Q2, part onzième. Comme à Sakhir également, Pierre Gasly réalise le cinquième temps avec son AlphaTauri et part sur la troisième ligne, juste devant Daniel Ricciardo. Lando Norris, dont le temps le plus rapide en Q3 a été annulé après qu'il a roulé au delà des vibreurs, part finalement septième devant Valtteri Bottas qui, curieusement, a roulé moins vite en Q3 qu'en Q1. Les huit premiers des qualifications se tiennent en moins d'une demi-seconde. La cinquième ligne est occupée par Esteban Ocon et Lance Stroll.
À l'issue d'une course démarrée sur piste détrempée et achevée sur le sec, Max Verstappen remporte la onzième victoire de sa carrière. Il prend le meilleur départ et dépasse Hamilton de façon musclée dans la chicane de Tamburello, avant de s'échapper en tête. Le septuple champion du monde est sur le point de tout perdre quand, au trente-et-unième passage, il commet une de ses très rares erreurs en prenant un tour à  George Russell à Tosa. Il sort de la piste, traverse le bac à gravier et tape le mur en tentant de se dégager ; il est alors obligé de s'en sortir en enclenchant la marche arrière pour reprendre la piste, le tout lui coûtant environ une minute. Dans la foulée, un énorme accident impliquant George Russell et Valtteri Bottas se produit, lorsque le pilote britannique perd le contrôle de sa Williams à plus de 300 km/h, aileron arrière mobile ouvert, à l'abord de Tamburello après avoir mis deux roues dans l'herbe dans une tentative de dépassement sur la Mercedes pour le gain de la neuvième place. Des débris sont projetés partout et l'épreuve est interrompue au drapeau rouge pour permettre le nettoyage de la piste et la vérification des barrières de sécurité, ce qui sauve la course de Hamilton qui peut ainsi changer son museau sans perte de temps, avant de repartir en neuvième position et en file indienne avec tout le peloton.  
À la relance derrière la voiture de sécurité, après vingt-cinq minutes d'interruption, tous les pilotes sont désormais en pneus pour piste sèche après avoir démarré l'épreuve en gommes intermédiaires. Au moment d'accélérer, Verstappen amorce un tête-à-queue sous le nez de Charles Leclerc, deuxième, mais se rétablit de justesse et conserve sa position. En raison du déficit de puissance de son moteur dans la grande ligne droite, Leclerc ne peut résister à l'attaque de Lando Norris. Sergio Pérez, en quatrième position, part en tête-à-queue au trente-huitième tour, se retrouve dernier et finit la course hors des points. Hamilton remonte, profite d'une sortie de piste de Raïkkönen, dépasse Stroll, Ricciardo, Sainz et Leclerc, puis bute durant quelques tours sur Norris qui se défend chèrement,  avant d'avoir raison de lui à trois tours de l'arrivée en réalisant le meilleur tour en course, ce qui lui permet de se classer deuxième et de conserver la tête du championnat du monde, pour un point. Lando Norris obtient le deuxième podium de sa carrière devant les deux pilotes Ferrari, Leclerc et Sainz, alors que Ricciardo (qui a dû sur ordre de son écurie laisser passer Norris au bout de 17 tours) se classe sixième. Pierre Gasly qui, en raison d'un mauvais choix de pneumatiques (maxi-pluie), n'était plus que dix-huitième après quinze tours, remonte, passe la ligne d'arrivée huitième, et gagne un rang devant Lance Stroll, pénalisé de cinq secondes pour l'avoir dépassé hors des limites de la piste. Kimi Räikkönen, neuvième sous le drapeau à damier, est réprimandé de trente secondes, pour ne pas avoir repris sa position après être parti dans les graviers derrière la voiture de sécurité. Il recule en treizième position, ce qui permet aux deux pilotes Alpine de marquer pour la première fois, Ocon terminant neuvième devant Fernando Alonso qui prend le dernier point en jeu.   
S'échappant à coups de record du tour après la relance, Max Verstappen est virtuellement en tête du championnat (position qu'il n'a jamais occupée) jusqu'à trois tours de l'arrivée lorsque, en réalisant le meilleur tour en course grâce au DRS, lors de son dépassement de Norris, Lewis Hamilton s'adjuge le point bonus qui lui permet de rester en tête (44 points), suivi par Verstappen (43 points) : une victoire et une deuxième place chacun. Grâce à son bon début de saison, Lando Norris est sur le podium (27 points), suivi par Charles Leclerc (20 points), Valtteri Bottas qui n'a pas marqué (16 points), Carlos Sainz, Daniel Ricciardo (14 points chacun) et Sergio Pérez, huitième avec 10 points. Chez les constructeurs, Mercedes Grand Prix conserve les commandes (60 points), sept unités devant Red Bull Racing (53 points). McLaren et Ferrari (dont leurs deux pilotes sont à nouveau dans les points) suivent avec 41 et 34 points. AlphaTauri est cinquième (8 points), Aston Martin (5 points) et Alpine (3 points) ferment la marche. Alfa Romeo, Haas et Williams n'ont pas encore marqué.

## Pneus disponibles
| Pneus pour piste sèche | Pneus pour piste sèche | Pneus pour piste sèche | Pneus pluie    | Pneus pluie |
| ---------------------- | ---------------------- | ---------------------- | -------------- | ----------- |
| Durs (Type C2)         | Medium (Type C3)       | Tendres (Type C4)      | Intermédiaires | Pluie       |

## Essais libres
Contrairement à l'édition précédente, le Grand Prix automobile d'Émilie-Romagne 2021 se déroule classiquement, avec trois séances d'essais libres et une séance de qualifications avant la course.

### Première séance, le vendredi de 11 h à 12 h
| Pos. | Pilote           | Voiture          | Chrono         | Écart     |
| ---- | ---------------- | ---------------- | -------------- | --------- |
| 1    | Valtteri Bottas  | Mercedes         | 1 min 16 s 564 |           |
| 2    | Lewis Hamilton   | Mercedes         | 1 min 16 s 605 | + 0 s 041 |
| 3    | Max Verstappen   | Red Bull-Honda   | 1 min 16 s 622 | + 0 s 058 |
| 4    | Charles Leclerc  | Ferrari          | 1 min 16 s 796 | + 0 s 232 |
| 5    | Pierre Gasly     | AlphaTauri-Honda | 1 min 16 s 888 | + 0 s 324 |
| 6    | Carlos Sainz Jr. | Ferrari          | 1 min 16 s 888 | + 0 s 324 |

- Cette séance est interrompue à deux reprises par un drapeau rouge. À une vingtaine de minutes de la fin, un accrochage entre Sergio Pérez, dans une tentative chronométrée, et Esteban Ocon, dans un tour lent, se produit à la chicane Villeneuve ; l'Alpine est endommagée à l'avant-droit et la Red Bull à l'arrière-gauche. Juste après que le chronomètre a marqué le terme de la session, alors que les pilotes étaient censés rejoindre la grille pour procéder à des tests de départ, Nikita Mazepin tape le mur avec sa Haas, la monoplace se retrouvant à l'envers à l'entrée la voie des stands. Les six premiers se tiennent en trois dixièmes de seconde, Gasly et Sainz Jr. réalisent le même temps[5],[6].

### Deuxième séance, le vendredi de 14 h 30 à 15 h 30
| Pos. | Pilote           | Voiture          | Chrono         | Écart     |
| ---- | ---------------- | ---------------- | -------------- | --------- |
| 1    | Valtteri Bottas  | Mercedes         | 1 min 15 s 551 |           |
| 2    | Lewis Hamilton   | Mercedes         | 1 min 15 s 561 | + 0 s 010 |
| 3    | Pierre Gasly     | AlphaTauri-Honda | 1 min 15 s 629 | + 0 s 078 |
| 4    | Carlos Sainz Jr. | Ferrari          | 1 min 15 s 834 | + 0 s 283 |
| 5    | Charles Leclerc  | Ferrari          | 1 min 16 s 371 | + 0 s 820 |
| 6    | Sergio Pérez     | Red Bull-Honda   | 1 min 16 s 411 | + 0 s 860 |

- Max Verstappen, victime d'une panne mécanique après seulement dix minutes, est contraint de laisser sa RB16B au bord de la piste et ne peut reprendre le volant par la suite[8]. La session est une nouvelle fois interrompue par un drapeau rouge, cette fois après une sortie de piste de Charles Leclerc qui tape le mur à la sortie de Rivazza à trois minutes de la fin ; la séance n'est pas relancée et les pilotes n'auront donc pas été en mesure de faire des tests de départ durant cette journée d'essais. L'écart entre les trois premiers est inférieur à huit centièmes de seconde[8],[9].

### Troisième séance, le samedi de 11 h à 12 h
| Pos. | Pilote          | Voiture          | Chrono         | Écart     |
| ---- | --------------- | ---------------- | -------------- | --------- |
| 1    | Max Verstappen  | Red Bull-Honda   | 1 min 14 s 958 |           |
| 2    | Lando Norris    | McLaren-Mercedes | 1 min 15 s 414 | + 0 s 456 |
| 3    | Lewis Hamilton  | Mercedes         | 1 min 15 s 515 | + 0 s 557 |
| 4    | Sergio Pérez    | Red Bull-Honda   | 1 min 15 s 551 | + 0 s 593 |
| 5    | Charles Leclerc | Ferrari          | 1 min 15 s 738 | + 0 s 780 |
| 6    | Pierre Gasly    | AlphaTauri-Honda | 1 min 15 s 890 | + 0 s 932 |

- Parmi les six premiers, seul Pierre Gasly réalise son meilleur temps en pneus medium, les autres roulant en pneus tendres[11].

## Séance de qualifications

### Résultats des qualifications
| Pos.                                                                                      | Pilote             | Écurie                | Qualifications 1 | Qualifications 2 | Qualifications 3 |
| ----------------------------------------------------------------------------------------- | ------------------ | --------------------- | ---------------- | ---------------- | ---------------- |
| 1                                                                                         | Lewis Hamilton     | Mercedes              | 1 min 14 s 823   | 1 min 14 s 817   | 1 min 14 s 411   |
| 2                                                                                         | Sergio Pérez       | Red Bull-Honda        | 1 min 15 s 395   | 1 min 14 s 716   | 1 min 14 s 446   |
| 3                                                                                         | Max Verstappen     | Red Bull-Honda        | 1 min 15 s 109   | 1 min 14 s 884   | 1 min 14 s 498   |
| 4                                                                                         | Charles Leclerc    | Ferrari               | 1 min 15 s 413   | 1 min 14 s 808   | 1 min 14 s 740   |
| 5                                                                                         | Pierre Gasly       | AlphaTauri-Honda      | 1 min 15 s 548   | 1 min 14 s 927   | 1 min 14 s 790   |
| 6                                                                                         | Daniel Ricciardo   | McLaren-Mercedes      | 1 min 15 s 669   | 1 min 15 s 003   | 1 min 14 s 826   |
| 7                                                                                         | Lando Norris       | McLaren-Mercedes      | 1 min 15 s 009   | 1 min 14 s 718   | 1 min 14 s 875   |
| 8                                                                                         | Valtteri Bottas    | Mercedes              | 1 min 14 s 672   | 1 min 14 s 905   | 1 min 14 s 898   |
| 9                                                                                         | Esteban Ocon       | Alpine-Renault        | 1 min 15 s 385   | 1 min 15 s 117   | 1 min 15 s 210   |
| 10                                                                                        | Lance Stroll       | Aston Martin-Mercedes | 1 min 15 s 522   | 1 min 15 s 138   | Pas de temps     |
| 11                                                                                        | Carlos Sainz Jr.   | Ferrari               | 1 min 15 s 406   | 1 min 15 s 199   |                  |
| 12                                                                                        | George Russell     | Williams-Mercedes     | 1 min 15 s 826   | 1 min 15 s 261   |                  |
| 13                                                                                        | Sebastian Vettel   | Aston Martin-Mercedes | 1 min 15 s 459   | 1 min 15 s 394   |                  |
| 14                                                                                        | Nicholas Latifi    | Williams-Mercedes     | 1 min 15 s 653   | 1 min 15 s 593   |                  |
| 15                                                                                        | Fernando Alonso    | Alpine-Renault        | 1 min 15 s 832   | 1 min 15 s 593   |                  |
| 16                                                                                        | Kimi Räikkönen     | Alfa Romeo-Ferrari    | 1 min 15 s 974   |                  |                  |
| 17                                                                                        | Antonio Giovinazzi | Alfa Romeo-Ferrari    | 1 min 16 s 122   |                  |                  |
| 18                                                                                        | Mick Schumacher    | Haas-Ferrari          | 1 min 16 s 279   |                  |                  |
| 19                                                                                        | Nikita Mazepin     | Haas-Ferrari          | 1 min 16 s 797   |                  |                  |
| Temps minimal à réaliser pour la qualification : 1 min 19 s 899 (107 % de 1 min 14 s 672) |                    |                       |                  |                  |                  |
| Nq.                                                                                       | Yuki Tsunoda       | AlphaTauri-Honda      | Pas de temps     |                  |                  |

### Grille de départ
- Yuki Tsunoda ayant crashé son AlphaTauri dans la variante alta après trois minutes lors de la première phase qualificative, provoquant une interruption au drapeau rouge, n'a enregistré aucun temps. Non-qualifié, il est repêché par les commissaires et autorisé à prendre le départ depuis la vingtième et dernière place de la grille[13].
- Après avoir atteint la Q3, Lance Stroll a vu ses deux tours rapides annulés pour avoir roulé hors des limites de la piste ; il s'élance donc de la dixième place sans avoir enregistré de temps[14].
- Auteur du treizième temps, Sebastian Vettel prend le départ depuis la voie des stands, victime d'un problème de programme électronique qui gère le système de freinage ABS[15].

## Course

### Classement de la course
| Pos. | no | Pilote             | Écurie                | Tours | Temps/Abandon                            | Grille  | Points |
| ---- | -- | ------------------ | --------------------- | ----- | ---------------------------------------- | ------- | ------ |
| 1    | 33 | Max Verstappen     | Red Bull-Honda        | 63    | 2 h 02 min 34 s 598 (151,276 km/h)       | 3       | 25     |
| 2    | 44 | Lewis Hamilton     | Mercedes              | 63    | + 22 s 000                               | 1       | 18 + 1 |
| 3    | 4  | Lando Norris       | McLaren-Mercedes      | 63    | + 23 s 702                               | 7       | 15     |
| 4    | 16 | Charles Leclerc    | Ferrari               | 63    | + 25 s 579                               | 4       | 12     |
| 5    | 55 | Carlos Sainz Jr.   | Ferrari               | 63    | + 27 s 063                               | 11      | 10     |
| 6    | 3  | Daniel Ricciardo   | McLaren-Mercedes      | 63    | + 51 s 220                               | 6       | 8      |
| 7    | 10 | Pierre Gasly       | AlphaTauri-Honda      | 63    | + 52 s 818                               | 5       | 6      |
| 8    | 18 | Lance Stroll       | Aston Martin-Mercedes | 63    | + 56 s 909 (dont 5 s de pénalité)        | 10      | 4      |
| 9    | 31 | Esteban Ocon       | Alpine-Renault        | 63    | + 1 min 05 s 704                         | 9       | 2      |
| 10   | 14 | Fernando Alonso    | Alpine-Renault        | 63    | + 1 min 06 s 561                         | 15      | 1      |
| 11   | 11 | Sergio Pérez       | Red Bull-Honda        | 63    | + 1 min 07 s 151                         | 2       |        |
| 12   | 22 | Yuki Tsunoda       | AlphaTauri-Honda      | 63    | + 1 min 13 s 184 (dont 5 s de pénalité)  | 20      |        |
| 13   | 7  | Kimi Räikkönen     | Alfa Romeo-Ferrari    | 63    | + 1 min 34 s 773 (dont 30 s de pénalité) | 16      |        |
| 14   | 99 | Antonio Giovinazzi | Alfa Romeo-Ferrari    | 62    | + 1 tour                                 | 17      |        |
| 15   | 5  | Sebastian Vettel   | Aston Martin-Mercedes | 61    | Retrait volontaire                       | Pitlane |        |
| 16   | 47 | Mick Schumacher    | Haas-Ferrari          | 61    | + 2 tours                                | 18      |        |
| 17   | 9  | Nikita Mazepin     | Haas-Ferrari          | 61    | + 2 tours                                | 19      |        |
| Abd. | 77 | Valtteri Bottas    | Mercedes              | 30    | Accrochage                               | 8       |        |
| Abd. | 63 | George Russell     | Williams-Mercedes     | 30    | Accrochage                               | 12      |        |
| Abd. | 6  | Nicholas Latifi    | Williams-Mercedes     | 0     | Accident                                 | 14      |        |

- Septième sous le drapeau à damier, Lance Stroll, pénalisé de cinq secondes pour avoir dépassé Pierre Gasly au delà des limites de la piste, recule d'une place au profit de ce dernier[17] ;
- Après avoir passé la ligne d'arrivée en neuvième position, Kimi Räikkönen se retrouve hors des points, pénalisé de trente secondes pour n'avoir pas repris sa position derrière la voiture de sécurité après être avoir fait un tout-droit dans le bac à graviers. Cette sanction permet à Esteban Ocon de marquer deux points et à Fernando Alonso de prendre le point de la dixième place[17].

### Pole position et record du tour
- Pole position :  Lewis Hamilton (Mercedes) en 1 min 14 s 411 (237,497 km/h)[18].
- Meilleur tour en course :  Lewis Hamilton (Mercedes) en 1 min 16 s 702 (230,403 km/h) au soixantième tour ; deuxième de la course, il remporte le point bonus associé au meilleur tour en course[19].

### Tours en tête
- Max Verstappen (Red Bull-Honda) : 61 tours (1-26 / 29-63)[20]
- Lewis Hamilton (Mercedes) : 2 tours (27-28)

## Classements généraux à l'issue de la course
| Pos. | Pilote           | Écurie                | Points |
| ---- | ---------------- | --------------------- | ------ |
| 1    | Lewis Hamilton   | Mercedes              | 44     |
| 2    | Max Verstappen   | Red Bull-Honda        | 43     |
| 3    | Lando Norris     | McLaren-Mercedes      | 27     |
| 4    | Charles Leclerc  | Ferrari               | 20     |
| 5    | Valtteri Bottas  | Mercedes              | 16     |
| 6    | Carlos Sainz Jr. | Ferrari               | 14     |
| 7    | Daniel Ricciardo | McLaren-Mercedes      | 14     |
| 8    | Sergio Pérez     | Red Bull-Honda        | 10     |
| 9    | Pierre Gasly     | AlphaTauri-Honda      | 6      |
| 10   | Lance Stroll     | Aston Martin-Mercedes | 5      |
| 11   | Yuki Tsunoda     | AlphaTauri-Honda      | 2      |
| 12   | Esteban Ocon     | Alpine-Renault        | 2      |
| 13   | Fernando Alonso  | Alpine-Renault        | 1      |

| Pos. | Écurie                | Points |
| ---- | --------------------- | ------ |
| 1    | Mercedes              | 60     |
| 2    | Red Bull-Honda        | 53     |
| 3    | McLaren-Mercedes      | 41     |
| 4    | Ferrari               | 34     |
| 5    | AlphaTauri-Honda      | 8      |
| 6    | Aston Martin-Mercedes | 5      |
| 7    | Alpine-Renault        | 3      |

## Statistiques
Le Grand Prix d'Émilie-Romagne 2021 représente :
- la 99e pole position de Lewis Hamilton, réalisée sur un 30e circuit différent, ce qui constitue un nouveau record[23],[24] ;
- la 11e victoire de Max Verstappen[25] ;
- la 65e victoire de Red Bull Racing[26] ;
- la 79e victoire de Honda en tant que motoriste[27] ;
- le 1er départ en première ligne de Sergio Pérez[28] ;
- les 1er points de l'écurie Alpine F1 Team sous cette appellation[29].

Au cours de ce Grand Prix :
- Lewis Hamilton obtient au moins une pole position pour la quinzième année consécutive, ce qui constitue un nouveau record[30] ;
- Lando Norris est élu « Pilote du jour » à l'issue d'un vote organisé sur le site officiel de la Formule 1[31] ;
- Fernando Alonso atteint la barre des 1 900 points inscrits en Formule 1[32] ;
- Max Verstappen passe la barre des 1 200 points inscrits en Formule 1 (1 205 points)[33] ;
- Pierre Gasly passe la barre des 200 points inscrits en Formule 1 (205 points)[34] ;
- Esteban Ocon atteint la barre des 200 points inscrits en Formule 1[35] ;
- Tom Kristensen, nonuple vainqueur des 24 Heures du Mans et sextuple vainqueur des 12 Heures de Sebring a été nommé conseiller par la FIA pour aider dans leurs jugements le groupe des commissaires de course[36].